# Tănăsoaia
Tănăsoaia es una comuna ubicada en el distrito de Vrancea, Rumania.

## Superficie
Posee una superficie de 45,94 kilómetros cuadrados.

## Demografía
Hasta 2021 la población era de 1812 habitantes, con una densidad de población de 39,44 habitantes por kilómetro cuadrado.